# Victor Edvardsen
Victor Kaj Edvardsen (Gothenburg, 14 januari 1996) is een Zweedse voetballer die bij voorkeur als aanvaller speelt. In de zomer van 2023 tekende Edvardsen een contract bij Go Ahead Eagles.

## Clubcarrière
Edvardsen genoot zijn jeugdopleiding bij IFK Göteborg in zijn thuisland Zweden, waarna hij in 2016 de overstap maakte naar Elverum. In de jaren die volgden speelde Edvarsen voor een paar Zweedse clubs op lagere niveaus en speelde hij ook nog even in Noorwegen. De laatste jaren was Edvardsen actief in de hoogste Zweedse competitie (Allsvenskan). Hij speelde twee seizoenen voor Degerfors IF en een kleine anderhalf jaar voor Djurgårdens IF. Vooral bij Degerfors IF was Edvardsen goed op dreef met 30 goals in 58 wedstrijden. Met Djurgårdens IF wist hij tot de achtste finales te komen in de Conference League. 
Op 27 juni 2023 werd bekend dat Edvardsen voor drie jaar heeft getekend bij Go Ahead Eagles dat actief is in de Eredivisie. De club betaalde naar verluidt zo'n 8,5 ton voor de spits, wat een van hoogste transfersommen zou zijn die Go Ahead ooit op tafel legde.

## Interlandcarrière
Op 12 januari 2023 maakte Edvardsen zijn debuut in de Zweedse nationale ploeg en speelde hij tegen IJsland zijn tot nu toe enige interland.

## Erelijst

### Go Ahead Eagles
KNVB Beker:
- Winnaar (1): 2024/25

1 Plogmann ·
2 Deijl  ·
3 Nauber ·
4 Kramer ·
5 James ·
6 Twigt ·
7 Breum ·
8 Linthorst ·
9 Smit ·
10 Tengstedt ·
11 Sivertsen ·
14 Pettersson ·
15 Weijenberg ·
16 Edvardsen ·
17 Suray ·
19 Antman ·
21 Llansana ·
22 De Busser ·
24 Everink ·
26 Dirksen ·
27 Stokkers ·
29 Adelgaard ·
30 Jansen ·
31 Boakye ·
33 Verdoni ·
34 De Lannoy ·
Coach: Simonis
· Assistent-trainer: F. Berghuis
· Assistent-trainer: T. Berghuis
· Assistent-trainer: Van der Ree
· Keeperstrainer: Weghorst